# Tavola Osca

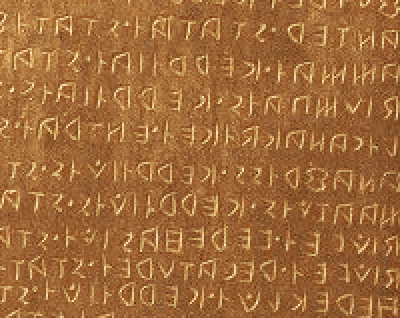
Frammento fotografico della Tavola Osca

La Tavola Osca (nota anche come Tabula Agnonensis o Tavola degli Dei) è una lastra di bronzo del III secolo a.C., in lingua osca, rinvenuta a Capracotta (Molise), appartenente al popolo italico dei Sanniti.
La tavola fu scoperta nel 1848 in località Fonte del Romito, presso il podere di Giangregorio Falconi, vicino al Monte Cerro, al confine con il comune di Agnone. Il contadino Pietro Tisone, durante l'aratura, avrebbe scoperto il reperto, sottoposto all'osservazione dei fratelli Saverio e Domenico Cremonese. Presto la notizia del ritrovamento arrivò alle orecchie di Theodor Mommsen, che studiò l'importante reperto, come testimonianza della lingua italica nel Sannio. La tavola successivamente entrò nella collezione di Alessandro Castellani, che poi nel 1873 la vendette al British Museum di Londra, dove oggi è conservata.

## Descrizione del testo
La tavola misura 28x16,5 centimetri, munita di maniglia e fori; è tracciata l'iscrizione in modo netto e profondo sulla superficie del bronzo. Essa è presente su ambedue le facce, 25 righe sulla principale e 23 sulla posteriore. La prima parte del testo descrive un sacro recinto dedicato a Cerere, dea della fertilità, per la quale nel corso dell'anno avvenivano a scadenza ritmica delle festività sacre. Si aggiunge nel testo che ogni due anni una cerimonia speciale aveva luogo presso l'altare del fuoco, che in occasione di Floralia (festività primaverili), nei pressi dello stesso santuario si celebravano sacrifici in onore di quattro divinità. Sul retro si precisa che al recinto sacro appartengono gli altari dedicati alle divinità venerate al suo interno. Vi si afferma inoltre che solo quanti pagano le decime sono ammessi al santuario, e quindi il testo elenca ad inventario le proprietà del santuario, le persone che possono frequentarlo e quelle che lo amministrano. Il santuario principale dei riti del popolo sannita è stato individuato nel tempio italico di Pietrabbondante, vicino ad Agnone.

## Divinità sannite incluse nell'elenco

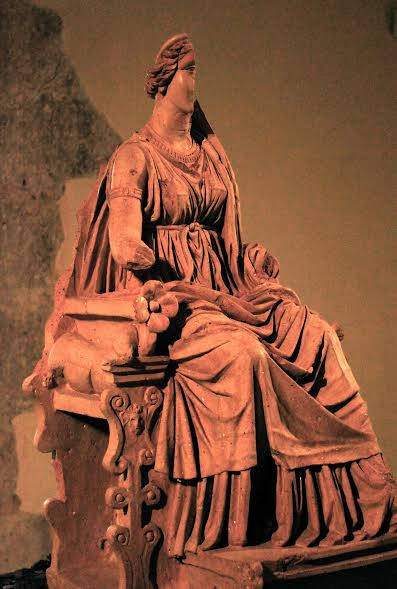
Statua marsicana della dea Angizia

- Kerres, corrispondente a Cerere, divinità a cui era dedicata l'area sacra di Bovianum Vetus di Pietrabbondante.
- Vezkeí
- Evklúí Patereí, corrispondente a Mercurio
- Futreí Kerríiaí, corrispondente a Persefone
- Anter Stataí, corrispondente a Stata Mater, la levatrice che aiuta le donne a partorire
- Ammaí Kerríiaí, corrispondente a Maia, dea della primavera
- Diumpaís Kerríiaís, ossia le ninfe delle sorgenti
- Liganakdíkei Entraí, ossia la divinità locale della vegetazione e dei frutti
- Anafríss Kerríiuís, ossia le Ninfe della pioggia
- Maatúís Kerríiúís, ossia la divinità locale del parto e della rugiada
- Diúvei Verehasiúí, ossia Giove Virgator, che presiede l'alternanza della stagioni
- Diúvei Regatureí, ossia Giove Pluvio
- Hereklúí Kerríiúí, ossia Ercole
- Patanaí Piístíaí, ossia la dea del vino, della spiga di grano e della trebbiatura
- Deívaí Genetaí, ossia Mana Ganeta
- Pernaí Kerríiaí, ossia Pale, la dea dei pastori
- Fluusaí, ossia Flora